# Rugby a 15 nel 1990

## Eventi principali
- Si disputa un match benefico a favore della federazione romena, in grave crisi economica dopo la caduta del regime comunista di Nicolae Ceaușescu.
- I Barbarians festeggiano il proprio centenario.
- Per la prima volta dopo la Guerra delle Falkland si affrontano Argentina e Inghilterra.
- La Scozia si aggiudica il Cinque Nazioni.
- L'Italia conquista un successo importante contro gli Emerging Wallabies australiani.

## Cronologia degli eventi principali
17 marzo – Superando l'Inghilterra in un match con forti connotazioni politiche ed extrasportive, la Scozia conquista il Grande Slam nel Cinque Nazioni 1990
22 aprile - A Londra si disputa un incontro tra una rappresentativa delle "Home Unions" britanniche e del "Resto d'Europa". Scopo del match è la raccolta di fondi a favore della federazione di rugby romena in grave difficoltà economiche dopo la fine del comunismo e la caduta di Nicolae Ceaușescu. Il successo arride alla selezione britannica per 18-43
14 aprile - I "Barbarians" danno il via ai festeggiamenti per il loro centenario, con un match contro Cardiff nella tournée pasquale.
24 maggio – Sconfiggendo sorprendentemente ad Auch 12-6 la Francia, la Romania coglie l'ultimo grande successo di una epoca gloriosa. La Coppa Europa si chiude con un ex aequo tra le due squadre e l'Unione Sovietica che aveva battuto la Romania a Baia Mare ad ottobre 1989
giugno - I Tour estivi vedono apparire sulla scena una nuova destinazione: la Namibia. Diventato indipendente, il paese africano ospita il Galles, nazionale in fase di ricostruzione. Ma anche la seconda squadra francese visita il paese africano.
Più tradizionale la meta della Francia. I "galletti" si recano in Australia dove, vincendo il terzo test match, riscattano le sconfitte nei primi due test.
Positivo il tour per gli Scozzesi in Nuova Zelanda. Sei vittorie in sei partite contro le selezioni provinciali, ma soprattutto due onorevoli sconfitte con gli All Blacks. In particolare nel secondo match sfiorano il successo contro una squadra che non sono mai riusciti a battere.
luglio - agosto - L'Australia si reca in Nuova Zelanda, dove conquista una vittoria su tre partite. Troppo poco per riprendersi la Bledisloe Cup.
luglio – agosto - Contemporaneamente si assiste ad un tour storico. Otto anni dopo la guerra delle Falkland, una nazionale britannica si reca in Argentina. Dal 1982 gli Argentini avevano avuto rapporti solo con Australia e Nuova Zelanda (oltre che il Sudafrica, peraltro bandito a sua volta per i problemi legati all'apartheid. Dal punto di vista sportivo, la serie vede un successo a testa nei test match.
settembre – ottobre - Le celebrazioni per il centenario dei Barbarians raggiungono il culmine con un tour che li vede protagonisti di tre match con Inghilterra, Galles (che per l'occasione assegna il "cap" ai giocatori) e una selezione di Bradord e Bingley.
ottobre - L'Argentina si reca nelle Isole Britanniche per un vero e proprio tour della rappacifazione. Sfiora il successo con l'Irlanda, poi l'infortunio ad Hugo Porta (rientrato in nazionale dopo 3 anni) porta in salita la strada per i Pumas, che crollano contro Inghilterra e Scozia.
ottobre - La Nuova Zelanda rende la visita dell'anno prima, per un lungo tour in terra francese. Doppio successo per gli All Blacks.
17 ottobre – Si chiudono con un match tra Italia e Romania le qualificazioni alla Coppa del Mondo di rugby 1991.
27 ottobre – La Corea del Sud si aggiudica a sorpresa il Campionato Asiatico 1990.

## I Barbarians
I Barbarians festeggiano nel 1990 il loro centenario. Allo scopo organizzano un tour nel mese di settembre-ottobre.
| Northampton 7 marzo 1990 | East Midlands | 18 – 40 | Barbarians |  |

| Newport 30 ottobre 1990 | Newport RFC | 43 – 6 | Barbarians | (Rodney Parade) |

| Cardiff 17 novembre 1990 | Argentina XV | 22 – 34 | Barbarians | (Arms Park) |

| Leicester 27 dicembre 1990 | Leicester Tigers | 21 – 26 | Barbarians | (Welford Road) |

## La Nazionale Italiana
Il lavoro di Bertrand Fourcade prosegue, ravvivando un ambiente che negli ultimi anni si era rassegnato alla mediocrità. Importante il successo sugli Emerging Wallabies.

## Competizioni Nazionali
- Africa:

| Sudafrica | Currie Cup | Natal |

- Oceania :

| Nuovo Galles del Sud | Shute Shield                     | Randwick        |
| Queensland           | Premier Rugby                    | University      |
| Australia            | Campionato per Club              | Randwick        |
|                      | Interstate                       | Queensland Reds |
| Nuova Zelanda        | National Provincial Championship | Auckland        |

- Americhe:

| Argentina   | Argentino              | Tucumàn           |
|             | Camp. di Buenos Aires  | Alumni            |
| Brasile     | Campionato             | Niterói (RJ)      |
| Canada      | Campionato Provinciale | British Columbia  |
| Stati Uniti | Campionato             | Denver Barbarians |

- Europa :

| Irlanda          | Interprovinciale         | Ulster                       |
| Galles           | Campionato               | Neath                        |
|                  | WRU Challenge Cup        | Neath                        |
| Inghilterra      | Coppa                    | Bath                         |
|                  | Campionato delle Contee  | Lancashire                   |
| Inghilterra      | Campionato               | Wasps                        |
| Francia          | Campionato               | Template:Rugby Racing Parigi |
|                  | Challenge Yves du Manoir | Narbonne                     |
| Italia           | Campionato               | Rovigo                       |
| Scozia           | Campionato dei distretti | South                        |
|                  | Campionato               | Melrose                      |
| Georgia          | Campionato               | Aia                          |
| Unione Sovietica | Campionato               | Krasnojarsk                  |
|                  | Coppa                    | Aia Kutaissi                 |
| Portogallo       | Campionato               | CDUL                         |
|                  | Coppa                    | Academica Coimbra            |
| Romania          | Campionato               | Baia Mare                    |
| Spagna           | Coppa del Re             | Getxo                        |
|                  | Campionato               | Arcquiteura Madrid           |